# Ca' d'Oro
A Ca' d'Oro é um conhecido palácio de Veneza, situado no sestiere de Cannaregio e voltado para o Grande Canal. Actualmente é utilizado como museu.

## História

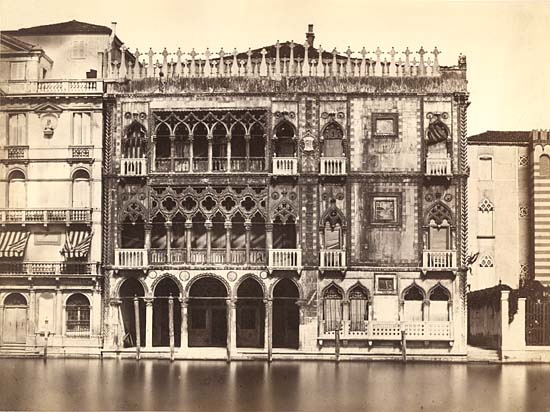
A Ca' d'Oro depois dos trabalhos de G.B. Meduna.

O palácio foi edificado entre 1421 e cerca de 1440 por encomenda do mercador veneziano Marino Contarini.
O edifício não teve um único projectista, mas foi fruto do trabalho de vários mestres, coordenados pelo próprio Marino Contarini. Entre estes estiveram certamente Marco d’Amedeo, provavelmente director dos trabalhos, o escultor milanês Matteo Raverti, os venezianos Giovani e Bartolomeo Bon e o francês Jean Charlier, citado nos documentos de despesas, conservados até hoje, como Zuanne de Franza, que se ocupou dos dourados e coloração final da fachada.
Depois da morte de Marino Contarini, ocorrida em 1441, e em seguida à do seu único filho, Piero, a Ca' d'Oro foi dividida entre os filhos deste último, desencadeando, nos séculos seguintes, uma longa série de mudanças de proprietário e de consequentes alterações que lhe mudaram a fisionomia, especialmente no interior, devido às diferentes necessidades de habitabilidade.
No final do século XIX, a Ca' d'Oro, per decisão de Alessandro Trubetzkoi, o proprietário de então, foi sujeita a um restauro, para o qual foi encarregado o arquitecto Giovan Battista Meduna. Meduna modificou profundamente a fachada e, também, o interior do palácio.
Em 1894, todo o edifício foi adquirido pela soma de 170.000 liras (um notável gasto para a época) pelo barão Giorgio Franchetti, que resolveu empreender um atento restauro filológico do edifício, tentando reportá-lo o mais possível à sua morfologia quatrocentista. Dese o início, o seu objectivo não era fazer da Ca' d'Oro a sua habitação, mas sim hospedar a sua colecção de arte para torná-la visitável pelo público.
Em 1916, Franchetti estipulou um acordo com o Estado Italiano, no qual se comprometeu a ceder o palácio no final dos trabalhos em troca da sua cobertura financeira. No dia 18 de Janeiro de 1927 foi inaugurado o museu intitulado "Galleria Giorgio Franchetti" em memória do barão, desaparecido em 1922.

## O edifício

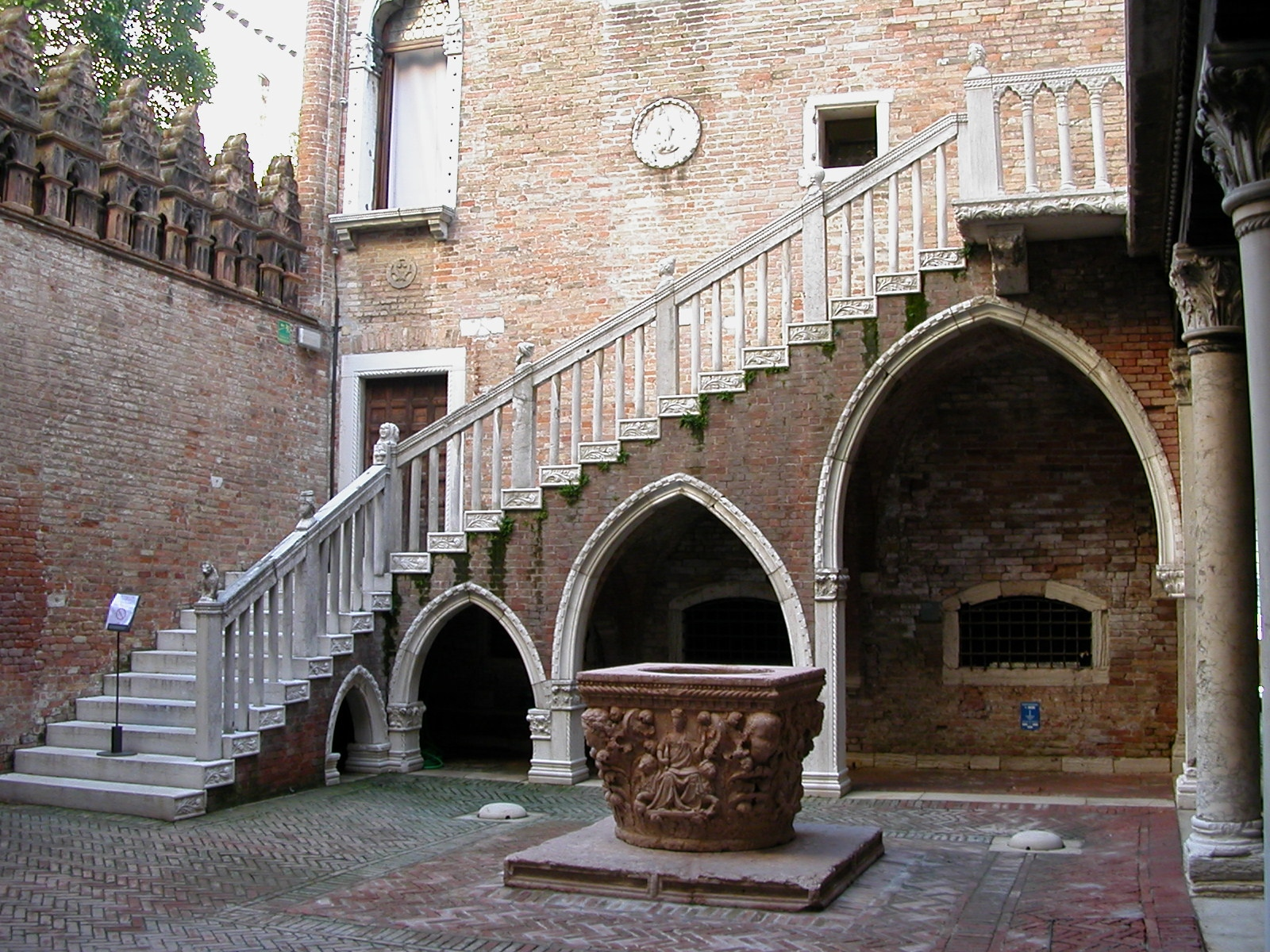
Aspecto do pátio interior com o poço esculpido por Bartolomeo Bon.

A denominação deriva do facto de, no início, algumas partes da fachada serem recobertas a ouro. Este acabamento fazia parte duma complexa policromia, hoje desaparecida, que decorava a fachada, vista como um dos máximos exemplos do gótico flamejante em Veneza. Esta caracteriza-se pela marcada assimetria entre a parte esquerda, na qual se sobrepoem três faixas perfuradas (pórtico no piso térreo e loggias nos andares superiores), e a ala direita, na qual prevalece a alvenaria revestida de mármores valorizados com singulares aberturas isoladas. Tal assimetria não é devida à falta duma ala esquerda, mas foi uma escolha ditada pelo estreito lote de terreno disponível; deste modo, o edifício não pode ser considerado incompleto.

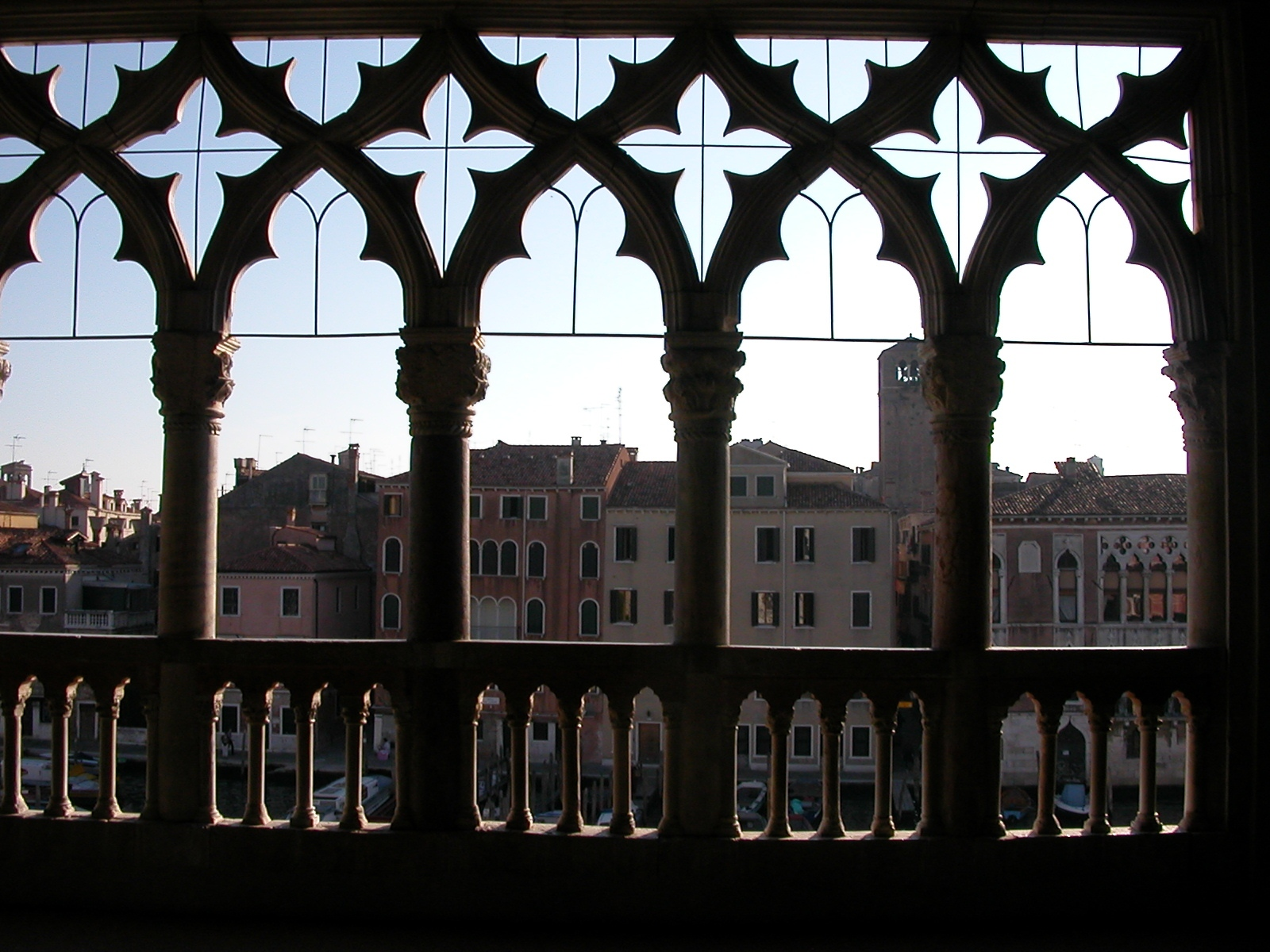
Vista a partir duma das loggias.

No aspecto exterior apresenta diversos elementos de contacto com o Palazzo Ducale da cidade (cuja sistematização exterior actual é, de facto, em parte coeva), como as formas das perfurações do primeiro andar e a faixa ameada de coroamento.
Internamente, o edifício tem uma planta em forma de C articulada em torno dum pátio descoberto, ao centro do qual está posicionada um grande muro de poço em mármore broccatello de Verona, realizada por Bartolomeo Bon em 1427. O artista esculpiu em três dos lados desta protecção, entre ricas folhagens, as alegorias femininas da Justiça, da Força e da Caridade.
Como é habitual nas residências venezianas, às amplas loggias da fachada correspondem, no interior, longos salões, ditos portegos, que atravessam o edifício em toda a sua profundidade.

### O pavimento marmóreo
Durante os trabalhos empreendidos por Giorgio Franchetti foi realizado o pavimento marmóreo no pórtico do piso térreo. Esse cobre uma superfície de 350 m² utilizando as técnicas do opus sectile e do opus tessellatum. Os motivos geométricos que compõem a decoração inspiram-se nas pavimentações medievais das igrejas da laguna véneta, como a Basílica de São Marcos, em Veneza, a Basílica dos Santos Maria e Donato, em Murano, e a Catedral de Santa Maria Assunta, em Torcello. Muitos são também os pontos de contacto com as decorações cosmatescas dos séculos XII e XIII. Também estão presentes temas relacionados com o repertório decorativo bizantino. Giorgio Franchetti desenhou pessoalmente as geometrias do pavimento e também se empenhou na sua realização material. É de sublinhar o facto de, para tal obra, Franchetti ter optado por não utilizar mármores e pedras de extracção moderna, mas sim tipologias mais conhecidas e preciosas desde a antiguidade romana, entre as quais se encontra o pórfiro roxo antigo, o serpentinito, o cipolino verde, o amarelo antigo, o pavonazzetto, o verde antigo, o mármore lucúleo e muitos outros.

## A Galleria Franchetti na Ca' d'Oro

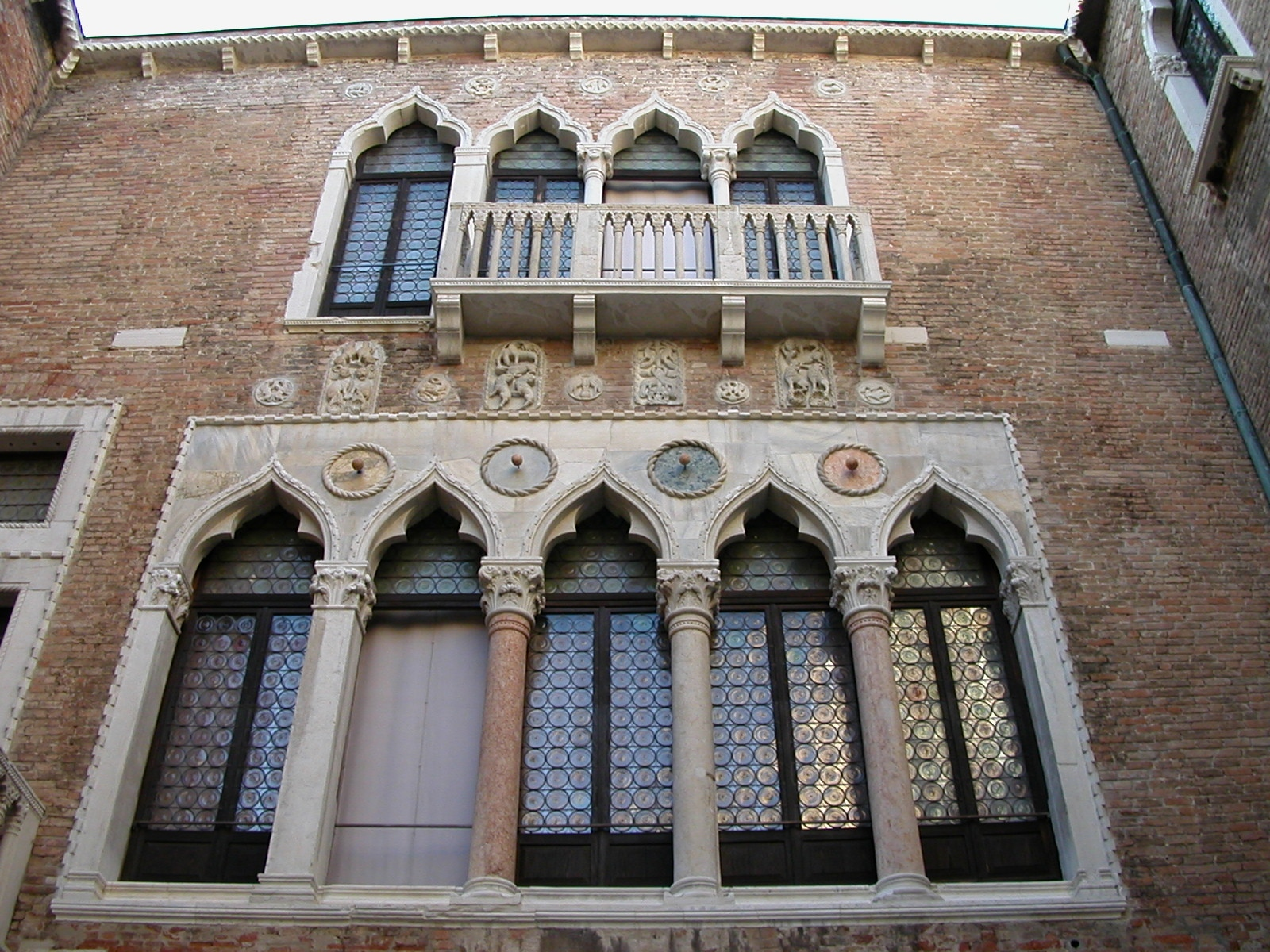
Políforas do pátio interior.

A galeria hospeda a colecção de obras de arte recolhida por Giorgio Franchetti durante a sua vida, a que, depois da doação ao Estado Italiano (1916) e com vista na instalação do museu, foram acrescentadas algumas colecções estatais,  das quais provém a maior parte dos bronzes e das esculturas expostas, além de numerosas pinturas venezianas e flamengas. Além das pinturas e esculturas, também estão expostas algumas peças artesanais e tapetes.

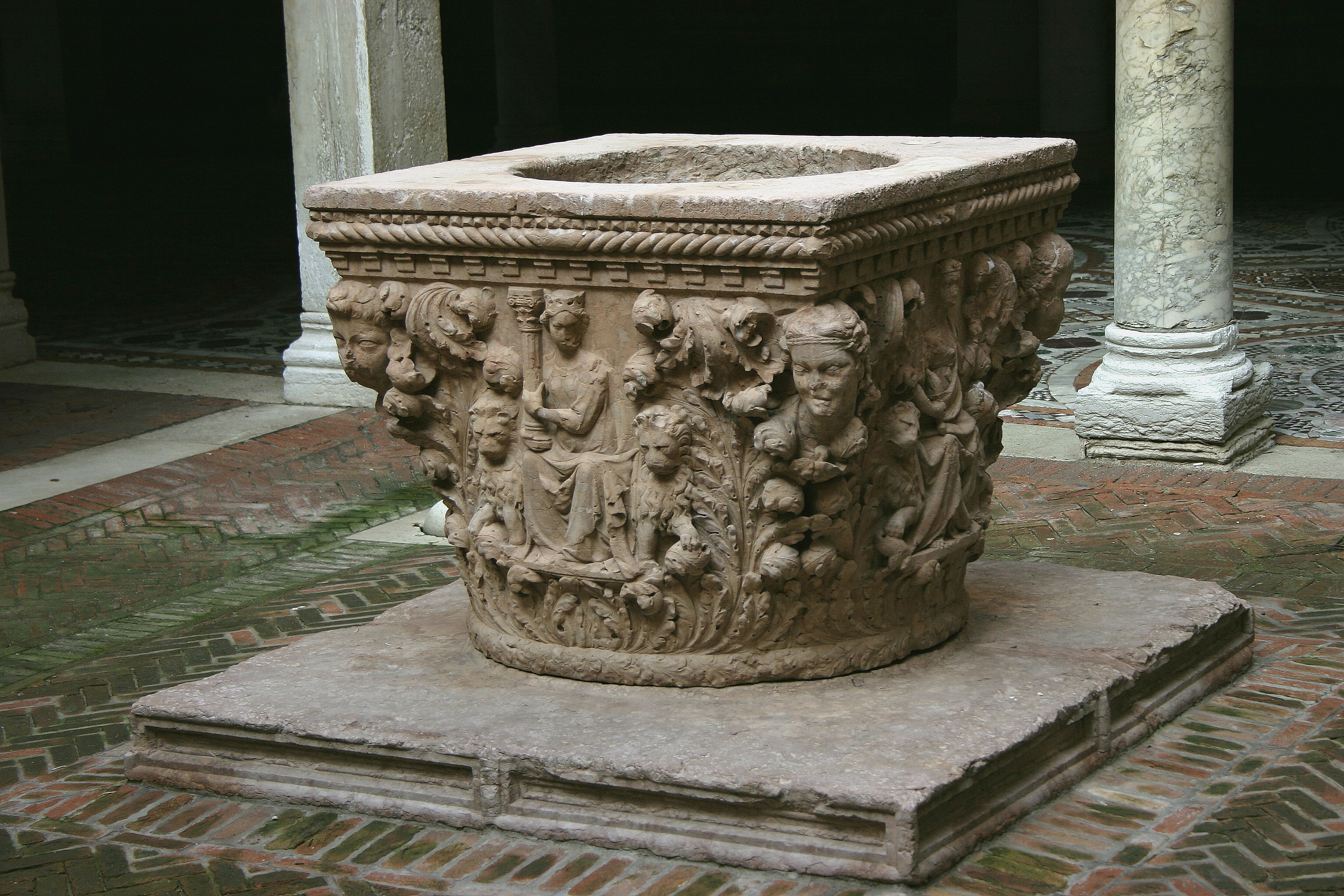
Poço renascentista do pátio interior, em mármore brocatello.

Os interiores das salas já não mostram o aspecto original; espaços únicos foram restaurados com tectos de outros palácios. As salas estão equipadas com mobiliário veneziano antigo e transmitem a sensação do esplendor da cultura residencial de Veneza.
Entre as obras de maior valor encontra-se o São Sebastião, de Andrea Mantegna,  Vénus ao espelho, de Tiziano, vistas de Francesco Guardi, a Vénus adormecida, de Paris Bordone, além de outras pinturas de Domenico Tiepolo, Pontormo, van Dyck, esculturas de Tullio Lombardo e amplas porções dos afrescos, pintados por Giorgione e Tiziano, provenientes da fachada doutro palácio de Veneza, o Fondaco dei Tedeschi.
Além das salas expositivas, o museu alberga vários laboratórios para a conservação e o restauro de obras de arte.